# Hosuru, Shikarpur
Hosuru là một làng thuộc tehsil Shikarpur, huyện Shimoga, bang Karnataka, Ấn Độ.